# 24093 Tomoyamaguchi
24093 Tomoyamaguchi è un asteroide della fascia principale. Scoperto nel 1999, presenta un'orbita caratterizzata da un semiasse maggiore pari a 2,7098112 UA e da un'eccentricità di 0,2500603, inclinata di 9,13868° rispetto all'eclittica.